# Скумсале
Мегалитният комплекс Скумсале е един от най-големите по площ на територията на България. Характеризира се с множество разнообразни скални обекти с култово предназначение. От особен интерес е конфигурацията от мегалити в северната му част, където на голяма поляна, заобиколена от всички страни с високи скали са разположени тронове, улеи, жертвеници и мн.др. скално-изсечени елементи и конфигурации.

## Археологическо проучване
Проучванията на обекта се извършват през лятото на 2011 г. и 2012 г. под ръководството на доц. д-р Алексей Гоцев, помощник-ръководител е Николета Петкова – редовен докторант от ЮЗУ „Неофит Рилски“. Консултант на екипа е проф. Васил Марков, д-р Алексей Стоев директор на филиала ИКСИ – БАН, Стара Загора и доц. Д-р Деян Вангелов от СУ „Климент Охридски“.

## Описание и особености
Мегалитният комплекс Скумсале е комплексен паметник, разположен на билото на водоразделен рид, ориентиран в посока север-юг, с наклон в южна посока и с внушителни размери – дължина 1300 m и широчина 600 m. Светилището е съставено от няколко последователни, изолирани скални групи (мегалитни масиви и скали), които се издигат и доминират околния терен. Всяка мегалитна група е „приобщена“ и свързана в археологически обект по различен начин с предходната посредством скални арки, скално-изсечени тронове (престоли), скални платформи, мегалитни съоръжения с яйцевидна форма и др. Концентрация на скално-изсечени и вторично оформени елементи в скалите е впечатляваща.
Северната част на светилището е оформена около поляна с площ около 25 декара. Около мегалитната формация, която се намира от северната страна на рида са разположени по-малки формации от мегалити. Тя е заобиколен е от ров във формата на полумесец, който е с изкуствен произход. В източната част на масива доминира скален „трон“, ориентиран на североизток, а на върха му се наблюдава загладена изкуствено скална площадка ориентирана на юг.
На западната страна, са разположени две групи от мегалитни формации, отстоящи на малко разстояние една от друга. При формацията разположена на северозапад се наблюдава добре оформена трилитна скална арка. На приблизително 5 m от арката е разположена малка пещера образувана от два големи монолитни блока. Определеният за централен жертвеник монолитен блок, е с размери 52,70 m и широчина около 12 m. Разделен е в северната си част от проход, при което се оформят две части – северна и южна, като северната е с по-малка площ. На южната страна има 12 m дромос – път. Вкопаванията са с различна големина и форма и са предназначени да поемат изсипваната в тях течност, която изтича по специални улеи или в следващото вкопаване.
През 2011 г. научният екип залага сондажи на три места – в точката на свързване на двата сектора на светилището в южната част на централния олтар и централната мегалитна формация в северния сектор на светилището. Керамичните фрагменти открити при проучването се отнасят най-общо до I хил. пр. Хр. Фрагменти са предимно дъна, устия, дръжки или стени от декорирани съдове, които учените определят като типичен инвентар характерен за тракийските мегалитни светилища.
През 2012 г. археологическото проучване е продължено, а откритите находки включват – къс железен меч, тежести за стан, части от фибули, датирани от късната Желязна епоха. При проучването при върха на мегалитната формация, разположен в северната част на светилището е проучен пласт от късния Халколит. Kерамичните фрагменти от съдове открити в този пласт са неопровержимо доказателство в подкрепа на хипотезата, че светилището е използвано още от много по-ранни епохи.
На място при теренни обхождания археолозите са разкрили наличието на антично селище. Находките на Скумсале са пострадали както от иманярски набези, така и от добив на камъни, които значително са променили и разрушили облика му.

### Датиране
Според доц. Алексей Гоцев има данни за човешко присъствие в местността между IV пр. Хр. и II век сл. Хр., което вероятно означава, че светилището е било ползвано в много продължителен период от време.

## Връзка с други обекти
Учените предполагат, че мегалитните светилища от местностите Скумсале, Качулата и Кулата, както и все още неизследваните светилища Исара, Турчинов камък и Студен кладенец край град Стрелча са тясно свързани.
Според доц. Гоцев обектите са събрани на изключително малка площ с голяма концентрация. Той предполага, че скалните образувания имат нещо общо с небесни явления, затова с екипа му са привлекли към проучванията археоастронома д-р Алексей Стоев. Интересен факт е например, че в местността Качулата обектите са така организирани, че точно на 22 юни – деня на лятното слънцестоене, през един от процепите да се вижда изгревът на слънцето.